# سفارة كولومبيا في الإمارات العربية المتحدة
سفارة كولومبيا في الإمارات العربية المتحدة هي أرفع تمثيل دبلوماسي لدولة كولومبيا لدى الإمارات العربية المتحدة. تقع السفارة في وهي تهدف لتعزيز المصالح الكولومبية في الإمارات العربية المتحدة.

## وصلات خارجية
- قائمة سفارات كولومبيا
- قائمة السفارات في الإمارات العربية المتحدة